# Созелу
Созелу (порт. Souselo) — район (фрегезия) в Португалии, входит в округ Визеу. Является составной частью муниципалитета  Синфайнш. По старому административному делению[какому?] входил в провинцию Дору-Литорал. Входит в экономико-статистический  субрегион Тамега, который входит в Северный регион. Население составляет 3407 человек на 2001 год. Занимает площадь 8,66 км².